# Quinto Emilio Bárbula
Quinto Emilio Bárbula (en latín Quintus Aemilius Q. f. L. n. Barbula) cónsul en el año 317 a. C., año en que se hizo un tratado con la ciudad de Teanum Apulum, Nerulum fue tomada por Bárbula, y la Apulia totalmente sometida.
Bárbula fue cónsul de nuevo en el año 311 a. C., y tuvo la conducción de la guerra contra los etruscos, con quienes libró una batalla indecisa según Tito Livio. Los fastos, sin embargo, le asignan un triunfo sobre los etruscos, pero Niebuhr piensa que este fue un invento de la familia, sobre todo porque en la siguiente campaña contra los etruscos no se señala a los romanos que habían sido previamente conquistadores.